# イリヤ・フランク
イリヤ・ミハイロヴィチ・フランク（ロシア語: Илья Михайлович Франк, ラテン文字転写: Ilya Mikhailovich Frank、1908年10月10日（ユリウス暦）/10月23日（グレゴリオ暦）　ペテルブルク - 1990年6月22日　モスクワ）は、ソ連の物理学者。
1958年、チェレンコフ効果の解明によって、パーヴェル・チェレンコフ、イゴール・タムと共にノーベル物理学賞を受賞した。
フランクは1930年にモスクワ大学を卒業した。1934年にチェレンコフが高速で運動する荷電粒子が水中で光を放射することを発見すると、フランクとタムはその現象を理論的に説明した。それは粒子が透明な媒質中をその媒質での光速度より早い速度で運動する時に起こるというものだった。
この発見は高速の素粒子の検出と計測のための新しい手法の開発につながり、原子核物理学の発達に寄与した。
フランクの功績は他にチェレンコフおよびタムとの電子放射の研究などがある。フランクはまたガンマ線と中性子線の研究を専門とした。彼は1944年にはモスクワ大学物理学部の部長となり、1946年にはロシア科学アカデミーの会員となっている。